# 校長会議
校長会議（Headmasters' and Headmistresses' Conference、略称・HMC）はイギリスおよび王室属領、アイルランドの275のインデペンデント・スクール（デイ・スクール、ボーディング・スクールのどちらも含む）の校長によって組織される団体である。この他に、校長会議の活動を支援する多数の海外会員（イギリス連邦が大半）と 30 の准会員（公立学校の校長または教育界で影響力を持つ個人）が参加している。

## 沿革
校長会議は1869年にアッピンガム・スクール(Uppingham School)の校長であったエドワード・スリング(Edward Thring)が60～70人の校長達に「学校協会を作って年次で会議を持つこと」を持ちかけて自邸に招いたのが始まりである。14人が招待を受け入れ、12人が参加した。
- エドワード・スリング、アッピンガム・スクール (Edward Thring, Uppingham School)
- ジョージ・ブロワ、ブロムスグローブ・スクール (George Blore, Bromsgrove School)
- アルバート・ウラティスラウ、キング・エドワード6世校（ベリー・セント・エドマンズ）  (Albert Wratislaw, Bury St Edmunds)
- ジョン・ミッチンソン、キングズ・スクール　(John Mitchinson, The King's School)
- ウィリアム・グリグノン、フェルステッド・スクール (William Grignon, Felsted)
- ロバート・サンダーソン、ランシング・カレッジ (Robert Sanderson, Lancing College)
- ジョージ・バトラー、リヴァプール・カレッジ (George Butler, Liverpool College)
- オーガスタス・ジェソップ、ノリッジ・スクール (Augustus Jessopp, Norwich School)
- ウィリアム・ウッド、オーカム・スクール (William Wood, Oakham School)
- ステュアート・ピアース、レプトン・スクール (Steuart Pears, Repton School)
- T.H.ストコー、リッチモンド・スクール  (T. H. Stokoe, Richmond School)
- ダニエル・ハーパー、シェアボーン・スクール(Daniel Harper, Sherborne School)
- ジェームス・ウェルドン、トンブリッジ・スクール (James Welldon (Tonbridge School)

また、ハイゲイト・スクールのジョン・ダイン(John Dyne, Highgate School)が2日目から参加し、ダリッジ・カレッジのアルフレッド・カーバー(Alfred Carver, Dulwich College)は来なかった。これ以降、年次で会議がもたれることとなったのである。英語名称は当初"Headmasters' Conference"であったが、1996年に"Headmasters' and Headmistresses' Conference"と改められた。
HMCのメンバーはすなわち「イングランドとウェールズのパブリック・スクールである」としばしば解される。私立校はあまり加入しておらず、多くの有名女子校がメンバーに含まれていない。これは、歴史的にHMCのメンバー校が男子校のみであったことが影響している。現在では、メンバーには男子校・女子校・共学校のいずれも含まれるようになっている。

## メンバー校の一覧
以下にメンバー校を列挙する。学校によっては校長の称号が"Headmaster"または"Headmistress"ではなく、"High Master"や"Warden"、"Rector"あるいは"Principal"であることもある。

### イングランド
- アビングドン・スクール (Abingdon School)[10]
- アクワース・スクール (Ackworth School)[10]
- アルデンハム・スクール (Aldenham School)[10]
- アレインズ・スクール (Alleyn's School)[10]
- アンプルフォース大学 (Ampleforth College)[10]
- アーディングリー大学 (Ardingly College)[10]
- アーノルドKEQMS (AKS (Arnold KEQMS))[10]
- アシュフォード・スクール (Ashford School)[10]
- アッシュヴィル・カレッジ (Ashville College)[10]
- バブレイク・スクール (Bablake School)[10]
- バンクロフツ・スクール(Bancroft's School)[10]
- バーナード・キャッスル・スクール (Barnard Castle School)[10]
- ビーデイルス・スクール (Bedales School)[10]
- ビーズ・スクール (Bede's School)[10]
- ベドフォード・スクール (Bedford School)[10]
- ベドフォード・モダン・スクール (Bedford Modern School)[10]
- ベネンデン・スクール (Benenden School)[10]
- バークハムステッド・スクール (Berkhamsted School)[10]
- バークデイル・スクール (Birkdale School)[10]
- バーケンヘッド・スクール (Birkenhead School)[10]
- ビショップス・ストートフォード・カレッジ (Bishop's Stortford College)[10]
- ブロックシャム・スクール (Bloxham School)[10]
- ブランデルズ・スクール (Blundell's School)[10]
- ボルトン・スクール (Bolton School)[10]
- ブーザム・スクール (Bootham School)[10]
- ブラッドフィールド・カレッジ (Bradfield College)[10]
- ブラッドフォード・グラマー・スクール (Bradford Grammar School)[10]
- ブレントウッド・スクール (Brentwood School)[10]
- ブライトン・カレッジ (Brighton College)[10]
- ブリストル・グラマー・スクール (Bristol Grammar School)[10]
- ブロムリー・ハイ・スクール (Bromley High School)[10]
- ブロムスグローブ・スクール (Bromsgrove School)[7][10]
- ブライアンストン・スクール (Bryanston School)[10]
- ベリー・グラマー・スクール (Bury Grammar School)[10]
- キャンフォード・スクール (Canford School)[10]
- ケータラム・スクール (Caterham School)[10]
- チャーターハウス・スクール (Charterhouse School)[10]
- チードル・ハルム・スクール (Cheadle Hulme School)[10]
- チェルトナム大学 (Cheltenham College)[10]
- チータム音楽学校 (Chetham's School of Music)[10]
- チグウェル校 (Chigwell School)[10]
- クライスト・ホスピタル (Christ's Hospital)[10]
- チャーチャーズ大学 (Churcher's College)[10]
- シティ・オブ・ロンドン・フリーメンズ・スクール (City of London Freemen's School)[10]
- シティ・オブ・ロンドン・スクール (City of London School)[10]
- シティ・オブ・ロンドン・スクール・フォー・ガールズ (City of London School for Girls)[10]
- クレイズモア・スクール (Clayesmore School)[10]
- クリフトン・カレッジ (Clifton College)[10]
- コークソープ・スクール (Cokethorpe School)[10]
- コルフズ・スクール (Colfe's School)[10]
- コルストンズ・スクール (Colston's School)[10]
- クランリー・スクール (Cranleigh School)[10]
- カルフォード・スクール (Culford School)[10]
- デイム・アランズ・スクール (Dame Allan's School)[11]
- ドーントシーズ・スクール (Dauntsey's School)[11]
- ディーン・クローズ・スクール (Dean Close School)[11]
- デンストーン・カレッジ (Denstone College)[11]
- ダウン・ハウス校 (Downe House School)[11]
- ダウンサイド・スクール (Downside School)[11]
- ダリッジ・カレッジ (Dulwich College)[11]
- ダラム・スクール (Durham School)[11]
- イーストボーン・カレッジ (Eastbourne College)[11]
- エレスメア大学 (Ellesmere College)[11]
- エルサム・カレッジ (Eltham College)[11]
- エマニュエル・スクール (Emanuel School)[11]
- エプソム大学 (Epsom College)[11]
- イートン・カレッジ (Eton College)[11]
- エクセター・スクール (Exeter School)[11]
- フェルステッド・スクール (Felsted School)[7][11]
- フォレスト・スクール (Forest School)[11]
- フラムリンガム大学 (Framlingham College)[11]
- フランシス・ホランド・スクール (リージェント・パーク) (en:Francis Holland, Regent's Park)[12]
- フレンシャム・ハイツ・スクール (Frensham Heights School)[11]
- ギグルスウィック・スクール (Giggleswick School)[11]
- ザ・ゴードルフィン・スクール (The Godolphin School)[10]
- ゴードルフィン・アンド・ラティマー校 (Godolphin and Latymer School)[10]
- ザ・グレンジ・スクール (The Grange School)[11]
- グレシャムズ・スクール (Gresham's School)[11]
- ギルドフォード・ハイ・スクール (Guildford High School)[11]
- ハバーダシャーズ・アスキス・ボーイズ・スクール (The Haberdashers' Aske's Boys' School)[12]
- ヘイリーベリー・スクール (Haileybury and Imperial Service College)[12]
- ハリフォード・スクール (Halliford School)[12]
- ハンプトン・スクール (Hampton School)[12]
- ハーロー・スクール (Harrow School)[12]
- ヒアフォード・カテドラル・スクール (Hereford Cathedral School)[12]
- ハイゲイト・スクール (Highgate School)[12]
- ハーストピアポイント・カレッジ (Hurstpierpoint College)[12]
- ハイマース・カレッジ (Hymers College)[12]
- イマニュエル大学 (Immanuel College)[12]
- イプスウィッチ・スクール (Ipswich School)[12]
- ジェームズ・アレン女学校 (James Allen's Girls' School)[12]
- ザ・ジョン・ライオン・スクール (The John Lyon School)[12]
- ケント大学 (Kent College)[12]
- ケント・カレッジ・ペンバリー (Kent College)[12]
- キンボルトン・スクール (Kimbolton School)[12]
- キング・エドワード6世校 (King Edward VI School)[12]
- キング・エドワード・スクール (バス) (King Edward's School, Bath)[12]
- キング・エドワード・スクール (バーミンガム) (King Edward's School, Birmingham)[12]
- キング・エドワード・スクール (ウィトレイ) (King Edward's School, Witley)[12]
- キング・ヘンリー8世校 (King Henry VIII School|)[12]
- キングス・カレッジ (トーントン) (King's College)[12]
- キングス・カレッジ・スクール (King's College School)[12]
- キングズ・ブルートン (King's School)[12]
- ザ・キングズ・スクール (The King's School, Canterbury)[7][12]
- ザ・キングズ・スクール (チェスター) (The King's School, Chester)[12]
- ザ・キングズ・スクール (エリー) (The King's School, Ely)[12]
- ザ・キングズ・スクール (グロスター) (The King's School, Gloucester)[12]
- ザ・キングズ・スクール (マックレスフィールド) (The King's School, Macclesfield)[12]
- ザ・キングズ・スクール (ロチェスター) (The King's School, Rochester)[12]
- ザ・キングズ・スクール (ウースター) (The King's School, Worcester)[12]
- キングストン・グラマー・スクール (Kingston Grammar School)[12]
- キングスウッド・スクール (Kingswood School)[12]
- カークハム・グラマー・スクール (Kirkham Grammar School)[12]
- レディ・エレノア・ホールズ・スクール (The Lady Eleanor Holles School)[7][12]
- ランシング・カレッジ (Lancing College)[7][12]
- ラティマー・アッパー・スクール (Latymer Upper School)[12]
- グラマー・スクール・アット・リーズ (Grammar School at Leeds)[12][13]
- レスター・グラマー・スクール (Leicester Grammar School)[12]
- レイトン・パーク・スクール (Leighton Park School)[12]
- レイズ・スクール (The Leys School)[12]
- リンカーン・ミンスター・スクール (Lincoln Minster School)[12]
- リングフィールド・ノートルダム・スクール (Lingfield Notre Dame School)[12]
- ロード・ワンズワース・カレッジ (Lord Wandsworth College)[12]
- ラフバラー・グラマー・スクール (Loughborough Grammar School)[12]
- マグダレン・カレッジ・スクール (Magdalen College School|)[14]
- モルバーン大学 (Malvern College)[14]
- マンチェスター・グラマー・スクール (Manchester Grammar School)[14]
- マールバラ・カレッジ (Marlborough College)[14]
- マーチャント・テイラー・スクール (クロスビー) (Merchant Taylors' School, Crosby)[14]
- マーチャント・テイラー・スクール (ノースウッド) (Merchant Taylors' School, Northwood)[14]
- ミルフィールド・スクール (Millfield)[14]
- ミル・ヒル・スクール (Mill Hill School)[14]
- モンクトン・コーム・スクール (Monkton Combe School)[14]
- ケリー・カレッジ (Mount Kelly|)[12]
- マウント・セント・メアリーズ・カレッジ (Mount St Mary's College)[14]
- ニューカッスル・アンダー・ライム・スクール (Newcastle-under-Lyme School)[14]
- ニューホール・スクール (New Hall School)[7][14]
- ノリッジ・スクール (Norwich School))[7][14]
- ノッティンガム・ハイ・スクール (Nottingham High School)[14]
- オーカム・スクール (Oakham School)[7]
- オールドハム・ハルム・グラマー・スクール (Oldham Hulme Grammar School)[12]
- オラトリー・スクール (The Oratory School)[14]
- アウンドル・スクール (Oundle School)[14]
- パンボーン大学 (Pangbourne College)[14]
- ザ・パース・スクール (The Perse School)[14]
- プリマス・カレッジ (Plymouth College)[14]
- ポクリントン・スクール (Pocklington School)[14]
- ポーツマス・グラマー・スクール (Portsmouth Grammar School)[14]
- プリンセソープ大学 (Princethorpe College)[14]
- プライヤー・パーク大学 (Prior Park College)[14]
- クイーン・アン・スクール (Queen Anne's School)[15]
- クイーン・エリザベス・グラマー・スクール (Queen Elizabeth Grammar School)[15]
- クイーン・エリザベス・ホスピタル (Queen Elizabeth's Hospital)[15]
- クイーンズ・カレッジ (Queen's College)[15]
- ラドリー・カレッジ (Radley College)[15]
- ラットクリフ大学 (Ratcliffe College)[15]
- リーディング・ブルー・コート・スクール (Reading Blue Coat School)[15]
- リーズ・スクール (Reed's School)[15]
- レイゲイト・グラマー・スクール (Reigate Grammar School)[15]
- レンドクーム大学 (Rendcomb College)[15]
- レプトン・スクール (Repton School)[7]
- ロッサル・スクール (Rossall School)[15]
- ローディーン・スクール (Roedean)[10]
- ロイヤル・グラマー・スクール (ギルドフォード) (Royal Grammar School, Guildford)[15]
- ロイヤル・グラマー・スクール (ニューカッスル) (Royal Grammar School Newcastle)[15]
- RGS ウースター (RGS Worcester)[15]
- ロイヤル・ホスピタル・スクール (The Royal Hospital School)[15]
- ロイヤル・メゾニック・スクール・フォー・ガールズ (Royal Masonic School for Girls)[10]
- ロイヤル・ラッセル・スクール (Royal Russell School)[15]
- ラグビー校 (Rugby School)[15]
- ライド・スクール (Ryde School)[15]
- セント・オールバンズ・スクール (St Albans School)[15]
- セント・オールバンズ・ハイ・スクール・フォー・ガールズ (St Albans High School for Girls)[15]
- セント・ビーズ・カレッジ (St Bede's College)[15]
- セント・ベネディクト・スクール (St Benedict's School)[15]
- セント・コロンバス・カレッジ (St Columba's College)[15]
- セント・ダンスタンズ・カレッジ (St Dunstan's College)[15]
- セント・エドムンド・カレッジ (St Edmund's College)[15]
- セント・エドムンド・スクール (St Edmund's School)[15]
- セント・エドムンド・スクール (オックスフォード) (St Edward's School, Oxford)[15]
- セント・ジョージ・カレッジ (St George's College)[15]
- セント・ジョンズ・スクール (St John's School)[15]
- セント・ローレンス・カレッジ (St Lawrence College)[15]
- セント・メアリー・スクール・アスコット (St Mary's Ascot)[15]
- セント・メアリー・スクール・カルネ (St Mary's Calne)[15]
- セント・メアリー・カレッジ (St Mary's College)[15]
- セント・ポール・ガールズ・スクール (St Paul's Girls' School)[15]
- セント・ポール・スクール (St Paul's School)[15]
- セント・ピーターズ・スクール (St Peter's School)[15]
- シーフォード・カレッジ (Seaford College)[15]
- セドバー・スクール (Sedbergh School)[15]
- セブンオークス・スクール (Sevenoaks School)[15]
- シェアボーン・スクール (Sherborne School)[7]
- シェアボーン・スクール・フォー・ガールズ (Sherborne Girls)[7]
- シップレイク大学 (Shiplake College)[15]
- シュルーズベリー校 (Shrewsbury School)[15]
- シドコット・スクール (Sidcot School)[15]
- シルコーツ・スクール (Silcoates School)[15]
- サー・ウィリアム・パーキンス・スクール (Sir William Perkins's School)[15]
- ソリハル・スクール (Solihull School)[15]
- サウス・パンプスティード・ハイ・スクール (South Hampstead High School)[15]
- スタンフォード・スクール (Stamford School)[15]
- ステファン・パース・ファウンデーション (Stephen Perse Foundation)[15]
- ストックポート・グラマー・スクール (Stockport Grammar School)[15]
- ストーニーハースト大学 (Stonyhurst College)[15]
- ストウ・スクール (Stowe School)[15]
- サービトン・ハイ・スクール (Surbiton High School)[15]
- サットン・バレンス・スクール (Sutton Valence School)[15]
- トーントン・スクール (Taunton School)[16]
- トンブリッジ・スクール (Tonbridge School)[7]
- トレント大学 (Trent College)[16]
- トリニティ・スクール・オブ・ジョン・ホイットギフト (Trinity School|)[16]
- トゥルーロ・スクール (Truro School)[16]
- ユニヴァーシティ・カレッジ・スクール (University College School)[16]
- アッピンガム・スクール (Uppingham School)[7]
- ウォーミンスター・スクール (Warminster School)[16]
- ウォーリック・スクール (Warwick School)[16]
- ウェリングボロー・スクール (Wellingborough School)[16]
- ウェリントン大学 (Wellington College)[16]
- ウェリントン・スクール (Wellington School)[16]
- ウェルズ・カテドラル・スクール (Wells Cathedral School)[16]
- ウェスト・バックランド・スクール (West Buckland School)[16]
- ウェストミンスター・スクール (Westminster School)[16]
- ホイットギフト校 (Whitgift School)[16]
- ウィズビーチ・グラマー・スクール (Wisbech Grammar School)[16]
- ウィッチントン・ガールズ・スクール (Withington Girls' School)[16]
- ウールバーハンプトン・グラマー・スクール (Wolverhampton Grammar School)[16]
- ウッドブリッジ・スクール (Woodbridge School)[16]
- ウッドハウス・グローブ・スクール (Woodhouse Grove School)[16]
- ワークソップ大学 (Worksop College)[16]
- ワース・スクール (Worth School)[16]
- レキン大学 (Wrekin College)[16]
- ワイクリフ大学 (Wycliffe College)[16]
- ワイクーム・アビー・スクール (Wycombe Abbey)[16]
- ヤーム・スクール (Yarm School)[16]

### スコットランド
- ドラー・アカデミー (Dollar Academy)[11]
- エディンバラ・アカデミー (The Edinburgh Academy)[11]
- フェテス・カレッジ (Fettes College)[11]
- ジョージ・ヘリオット・スクール (George Heriot's School)[11]
- ジョージ・ワトソンズ大学 (George Watson's College)[11]
- グラスゴー・アカデミー (The Glasgow Academy)[11]
- グレンアーモンド・カレッジ (Glenalmond College)[11]
- ハイ・スクール・オブ・ダンディー (High School of Dundee)[11]
- ハイ・スクール・オブ・グラスゴー (The High School of Glasgow)[11]
- グレンアーモンド・カレッジ (旧トリニティ・カレッジ・グレンアーモンド)  (Glenalmond College)[11]
- ハッチンソンズ・グラマー・スクール (Hutchesons' Grammar School)[12]
- ケルヴィンサイド・アカデミー (Kelvinside Academy)[12]
- ローモンド・スクール (Lomond School)[12]
- ロレット・スクール (Loretto School)[12]
- マーチストン・キャッスル・スクール (Merchiston Castle School)[14]
- モリソンズ・アカデミー (Morrison's Academy)[14]
- ロバート・ゴードンズ大学 (Robert Gordon's College)[15]
- セント・アロイシャス大学 (グラスゴー) (St Aloysius' College)[15]
- セント・コロンバス・スクール (キルマッカム) (St. Columba's School, Kilmacolm)[15]
- セント・レオナーズ・スクール (St. Leonards School)[15]
- スチュワーツ・メルヴィル・カレッジ (Stewart's Melville College)[15]
- ストラサラン・スクール (Strathallan School)[15]

### ウェールズ
- クライスト・カレッジ (Christ College|)[10]
- ハバーダシャーズ・モンマス・スクール・フォー・ガールズ (Haberdashers' Monmouth School for Girls)[12]
- モンマス・スクール (Monmouth School)[14]
- ルージュモント・スクール (Rougemont School)[15][17]
- ライダル・ペンロス・スクールスクール (Rydal Penrhos)[15]

### 北アイルランド
- ザ・ロイヤル・スクール (The Royal School)
- バンゴー・グラマー・スクール (Bangor Grammar School)[10]
- ベルファスト・ロイヤル・アカデミー (Belfast Royal Academy)[10]
- キャンベル大学 (Campbell College)[10]
- コールレーン・アカデミカル・インスティテューション (Coleraine Academical Institution)[10]
- フォイル & ロンドンデリー大学 (Foyle and Londonderry College)[11]
- メソジスト大学 (Methodist College Belfast)[14]
- ロイヤル・ベルファスト・アカデミカル・インスティテューションRoyal Belfast Academical Institution)[15]
- ロイヤル・スクール・アーマー (Royal School Armagh)[15]
- ロイヤル・スクール・ダンガノン (The Royal School Dungannon)[15]

### ガーンジー島
- エリザベス・カレッジ (Elizabeth College)[11]

### ジャージー島
- ヴィクトリア・カレッジ (Victoria College)[16]

### マン島
- キング・ウィリアムズ・カレッジ (King William's College[12][18]

### アイルランド共和国
- クロンゴウズ・ウッド・カレッジ (Clongowes Wood College([10]
- ザ・キングス・ホスポタル (The King's Hospital)[12]
- セイント・コロンバス・カレッジ (Saint Columba's College)[15]

## 海外メンバー (International Members)

### アフリカ
- ヒルクレスト・インターナショナル・スクール (Hillcrest International School) — ケニア、ナイロビ
- マイケルハウス (Michaelhouse)[19] — 南アフリカ、クワズール・ナタール州、バルゴワン
- ペポニ・スクール (Peponi School)[19] — ケニア、ルイル
- ピーターズハウス・ボーイズ・スクール (Peterhouse Boys' School)[19] — ジンバブエ、マロンデラ
- セント・ジョージ・カレッジ (St George's College)[19] — ジンバブエ、ハラレ

### カナダ
- リドリー・カレッジ (Ridley College)[19] - オンタリオ州 セントキャサリンズ
- シャウニガン・レイク・スクール (Shawnigan Lake School)[19] - ブリティッシュ・コロンビア州 シャウニガン・レイク
- アッパー・カナダ・カレッジ (Upper Canada College)[19] - オンタリオ州 トロント

### ラテンアメリカ
- アカデミア・ブリタニカ・クスカトレカ (Academia Britanica Cuscatleca)[19] - エルサルバドル サンタテクラ
- ザ・グランジ・スクール (The Grange School)[19] - チリ サンティアゴ
- セント・アンドルーズ・スコッツ・スクール (St. Andrew's Scots School)[19] - アルゼンチン ブエノスアイレス州 オリボス
- セント・ジョージ・カレッジ (St. George's College)[19] - アルゼンチン ブエノスアイレス州 キルメス
- セント・ジョージ・カレッジ (St. George's College)[19] - アルゼンチン ブエノスアイレス州 ロス・ポルボリネス
- セント・ポール・スクール (St Paul's School)[19] - ブラジル サンパウロ

### 欧州
- ブリティッシュ・スクール・オブ・ブラッセル (British School of Brussels)[19] － ベルギー テルビュレン
- ブリティッシュ・スクール・オブ・パリ (British School of Paris)[19] － フランス クロワジー＝シュル＝セーヌ
- ブリティッシュ・スクール・イン・ネーデルランド (The British School in the Netherlands)[19] － オランダ, フォールスコーテン
- カンピオン・スクール (Campion School)[19] － ギリシャ アテネ
- イングリッシュ・カレッジ・イン・プラーグ (The English College in Prague)[19] － チェコ プラハ
- イングリッシュ・スクール・ニコシア (The English School)[19] － キプロス ニコシア
- キングス・カレッジ (King's College)[19] — スペイン マドリード
- オポルト・ブリティッシュ・スクール (Oporto British School[19] － ポルトガル ポルト
- プラーグ・ブリティッシュ・スクール (The Prague British School)[19] － チェコ プラハ
- サー・ジェームス・ヘンダーソン・ブリティッシュ・スクール (Sir James Henderson British School)[19] － イタリア ミラノ
- セント・キャサリンズ・ブリティッシュ・エンバシー・スクール (St. Catherine's British Embassy School)[19] － ギリシャ
- セント・ジョージ・ブリティッシュ・インターナショナル・スクール (St George's British International School)[19] － イタリア ローマ
- セント・ジュリアンズ・スクール (St Julian's School)[19] － ポルトガル キンタ・ノヴァ

### 中東
- ザ・ブリティッシュ・スクール (The British School – Al Khubairat)[19] － アラブ首長国連邦 アブダビ
- ドーハ・カレッジ (Doha College)[19] － カタール ドーハ
- ドバイ・カレッジ (Dubai College)[19] － アラブ首長国連邦 ドバイ
- ジュメイラ・イングリッシュ・スピーキング・スクール (Jumeirah English Speaking School)[19] － アラブ首長国連邦 ドバイ

### オーストラリア
- オール・セインツ・カレッジ　(All Saints' College)[19] － 西オーストラリア州 パース
- バーカー・カレッジ (Barker College)[19] － ニューサウスウェールズ州 ホーンズビー
- ブライトン・グラマー・スクール (Brighton Grammar School)[19] － ビクトリア州 ブライトン
- キャンバーウェル・グラマー・スクール (Camberwell Grammar School)[19] － ビクトリア州 カンタベリー
- クライスト・チャーチ・グラマー・スクール (Christ Church Grammar School)[19] － 西オーストラリア州 クレアモント
- クランブルック・スクール　(Cranbrook School)[19] － ニューサウスウェールズ州 ベルヴュー・ヒル
- ジーロング・カレッジ (The Geelong College)[19] － ビクトリア州 ニュータウン
- ジロング・グラマー・スクール (Geelong Grammar School)[19] － ビクトリア州 コリオ
- ヘイリーベリー・カレッジ (Haileybury College)[19] － ビクトリア州 キーズボロー
- キングス・スクール (The King's School)[19] － ニューサウスウェールズ州 Parramatta, New South Wales
- ノックス・グラマー・スクール (Knox Grammar School)[19] － ニューサウスウェールズ州 ワールンガ
- メルボルン・グラマー・スクール (Melbourne Grammar School)[19] － South Yarra, ビクトリア州 メルボルン
- メントーン・グラマー・スクール (Mentone Grammar School)[19] － ビクトリア州 メントーン
- スコッチ・カレッジ (Scotch College)[19] － ビクトリア州 Hawthorn
- ザ・スコッツ・カレッジ (The Scots College)[19] － ニューサウスウェールズ州 ベルヴュー・ヒル
- シドニー・グラマー・スクール (Sydney Grammar School)[19] － ニューサウスウェールズ州 ダーリングハースト
- トリニティ・グラマー・スクール (Trinity Grammar School)[19] － ニューサウスウェールズ州 サマーヒル
- ウェズリー・カレッジ (Wesley College)[19] － ビクトリア州 メルボルン

### ニュージーランド
- クライスツ・カレッジ (Christ's College)[19] － クライストチャーチ
- キングズ・カレッジ (King's College)[19] － オークランド (ニュージーランド)
- ワンガヌイ・カレジエイト・スクール (en:Wanganui Collegiate School)[19] － ワンガヌイ

### インド
- ビショップ・コットン・スクール (Bishop Cotton School)[19] — ヒマーチャル・プラデーシュ州 シムラー
- カテドラル・アンド・ジョン・コノン・スクール (The Cathedral & John Connon School)[19] — ムンバイ
- ブリティッシュ・スクール・ニューデリー (The British School)[20] — ニューデリー
- ドーン・スクール (The Doon School)[21] — ウッタラーカンド州 デヘラードゥーン
- インターナショナル・スクール・バンガロール (The International School Bangalore)[22] — バンガロール
- ローレンス・スクール (The Lawrence School)[19] — ヒマーチャル・プラデーシュ州 サナワー

### アジア
- 北京ダリッジ・インターナショナル・スクール (Beijing Dulwich International School)[19] － 中華人民共和国 北京
- ブリティッシュ・インターナショナル・スクール (British International School)[19] － インドネシア ジャカルタ
- ジェルドン・インターナショナル・スクール (Jerudong International School)[19] － ブルネイ バンダルスリブガワン
- コレジ・チャンク・ジャファー　(Kolej Tuanku Ja'afar) - マレーシア ヌグリ・スンビラン州 マンティン
- ACS インターナショナル (ACS International)[19] - シンガポール
- タンリン・トラスト・スクール (Tanglin Trust School)[19] - シンガポール
- ハーロー・インターナショナル・スクール (Harrow International School)[19] - タイ バンコク
- シュルーズベリー・インターナショナル・スクール (Shrewsbury International School)[19] - タイ バンコク

## 准会員 (Associates)
- バトレー・グラマー・スクール (Batley Grammar School)[23] – ウェスト・ヨークシャー バトレー
- ビショップ・ワーズワース・スクール (Bishop Wordsworth's School)[23] – ウィルトシャー ソールズベリー
- ドクター・シャロナーズ・グラマー・スクール (Dr Challoner's Grammar School)[23] – バッキンガムシャー州 アマーシャム
- ザ・ジャド・スクール (The Judd School)[23] – ケント州 トンブリッジ
- メソジスト・インディペンデント・スクールズ・トラスト (Methodist Independent Schools Trust)
- ペイツ・グラマー・スクール (Pate's Grammar School)[23] – グロスタシャー州 チェルトナム
- クイーン・エリザベス・グラマー・スクール (Queen Elizabeth's Grammar School[23] – ランカシャー州 ブラックバーン
- ロイヤル・アレクサンドラ・アンド・アルバート・スクール (Royal Alexandra and Albert School)[23] – サリー州 ライゲイト
- シェアボーン・インターナショナル (Sherborne International)[23]  – ドーセット州 シェアボーン
- トーマス・ディーコン・アカデミー (Thomas Deacon Academy)[23]  – ピーターバラ
- ウェルベック・ディフェンス・シックス・フォーム・カレッジ (Welbeck Defence Sixth Form College)[23]  –  レスターシャー州 ラフバラー
- ジル・ベリー
- ブレンダ・デスポンティン

## 中欧・東欧での取り組み
HMCは、毎年 中欧および東欧の学生や若い教師をHMCメンバー校に招き、彼らが自らをより高める機会を提供する慈善事業を行っている。